# TP d'Or 1983
Els premis TP d'Or 1983 foren entregats a l'Hotel Scala Melià Castilla de Madrid el 17 de febrer de 1984 en un actepresentat per Jesús Hermida.
| Categoria                  | Programa                           | Persona                            | Resultat        |
| -------------------------- | ---------------------------------- | ---------------------------------- | --------------- |
| Actor                      | Anillos de oro                     | Imanol Arias                       | Guanyador       |
| Actor                      | Anillos de oro                     | Xabier Elorriaga                   | 2n classificat  |
| Actor                      | Anillos de oro                     | José María Rodero                  | 3r classificat  |
| Actriu                     | Anillos de oro                     | Ana Diosdado                       | Guanyadora      |
| Actriu                     | Anillos de oro                     | Aurora Redondo                     | 2a classificada |
| Actriu                     | Sonatas                            | María Asquerino                    | 3a classificada |
| Presentador                | Estudio abierto                    | José María Íñigo                   | Guanyador       |
| Presentador                | Su turno                           | Jesús Hermida                      | 2n classificat  |
| Presentador                | Informe semanal                    | Ramon Colom Esmatges               | 3r classificat  |
| Presentadora               | Buenas noches                      | Mercedes Milà                      | Guanyadora      |
| Presentadora               | Un, dos, tres... responda otra vez | Mayra Gómez Kemp                   | 2a classificada |
| Presentadora               | Españoles i El arte de vivir       | Victoria Prego                     | 3a classificada |
| Personatge més popular     | La tarde                           | Pepe Navarro                       | Guanyador       |
| Personatge més popular     | Un, dos, tres... responda otra vez | La Bombi (Fedra Lorente)           | 2n classificat  |
| Personatge més popular     | Un, dos, tres... responda otra vez | Raúl Sender                        | 3r classificat  |
| Sèrie Nacional             | Anillos de oro                     | Anillos de oro                     | Guanyadora      |
| Sèrie Nacional             | El jardín de Venus                 | El jardín de Venus                 | 2n classificat  |
| Sèrie Nacional             | Los desastres de la guerra         | Los desastres de la guerra         | 3r classificat  |
| Sèrie Estrangera           | Fama                               | Fama                               | Guanyadora      |
| Informatius i d'actualitat | Vivir cada día                     | Vivir cada día                     | Guanyadora      |
| Informatius i d'actualitat | Informe semanal                    | Informe semanal                    | 2n classificat  |
| Informatius i d'actualitat | La clave                           | La clave                           | 3r classificat  |
| Divulgatiu i cultural      | Más vale prevenir                  | Más vale prevenir                  | Guanyadora      |
| Divulgatiu i cultural      | Un mundo para ellos                | Un mundo para ellos                | 2n classificat  |
| Divulgatiu i cultural      | El arca de Noé                     | El arca de Noé                     | 3r classificat  |
| Infantil i juvenil         | Dabadabada'                        | Dabadabada'                        | Guanyadora      |
| Infantil i juvenil         | Barrio Sésamo                      | Barrio Sésamo                      | 2n classificat  |
| Infantil i juvenil         | Los pitufos                        | Los pitufos                        | 3r classificat  |
| Musical i entreteniment    | Un, dos, tres... responda otra vez | Un, dos, tres... responda otra vez | Guanyadora      |
| Musical i entreteniment    | Buenas noches                      | Buenas noches                      | 2n classificat  |
| Musical i entreteniment    | Estudio abierto                    | Estudio abierto                    | 3r classificat  |
| Anunci                     | Renault 18                         | Renault 18                         | Guanyadora      |
| Anunci                     | Codorníu                           | Codorníu                           | 2n classificat  |
| Anunci                     | Seat                               | Seat                               | 3r classificat  |